# Advanced Graphics Architecture
L'AGA (acronimo dell'inglese "Advanced Graphics Architecture"), nome in codice "Pandora", è la terza generazione, e commercialmente anche l'ultima, di chipset utilizzati per la piattaforma Amiga.
Negli Stati Uniti, l'AGA fu inizialmente chiamato AA ("Advanced Architecture"). Successivamente, il nome fu cambiato in AGA per il mercato europeo, rimarcando così il notevole miglioramento del sottosistema grafico ed evitando allo stesso tempo problemi di omonimia con un marchio motoristico.
Il chipset fu usato per la prima volta nel 1992 per l'Amiga 4000.

## Descrizione
Il chipset AGA è in grado di visualizzare modi grafici con una profondità fino a 8 bit per pixel, per un totale di 256 colori nei modi grafici indicizzati e 262144 colori nel modo HAM8.
La tavolozza per il chipset AGA è di 256 colori, scelti da 16.777.216 possibili (24-bit), mentre i precedenti chipset (OCS e ECS) permettevano al più 32 colori su 4096. Rispetto all'ECS, l'AGA poteva accedere alla memoria in modalità fast-page a 32 bit, ottenendo così una banda sufficiente per i modi grafici a 8 bitplane e gli sprite.
Il chipset AGA rappresentò comunque un'evoluzione minima, essendo privo di molte delle caratteristiche che l'avrebbero reso competitivo con altri chipset di quel periodo. Se si esclude l'accesso in memoria a 32 bit, il chipset AGA opera internamente a 16 bit, compresi il copper ed il blitter. Inoltre, la mancanza di un modo grafico chunky rallentava le operazioni grafiche poco adattabili ai modi cosiddetti planari. In pratica, i modi AGA erano troppo lenti per tutto ciò che andasse oltre la visualizzazione di immagini statiche.
Il chipset non consentiva i modi grafici ad altissima risoluzione senza sfarfallio: a 72 Hz, la risoluzione più alta visualizzabile era di 640x480. La risoluzione di 800x600 era ottenibile solo a 60 Hz. Al contrario, le schede grafiche per PC di quel periodo potevano già raggiungere risoluzioni di 1024x768 a 72 Hz, con 256 colori. Al confronto, il chipset AGA appariva inadeguato, specie in considerazione del fatto che i PC erano già venduti a prezzi paragonabili a quelli di un Amiga di potenza equivalente.

## Prodotti commerciali
L'AGA è stato utilizzato in vari prodotti commerciali: tre home computer, tre personal computer e una console per videogiochi.

### Home computer
- Amiga 1200
- Amiga 1200HD
- Amiga 1200HD/40

### Personal computer
- Amiga 4000/030
- Amiga 4000/040
- Amiga 4000T

### Console
- Amiga CD32

## Generazione successiva di chipset
Con il chipset AGA, l'Amiga di fatto perse la leadership tecnica nell'area del multimedia. L'AGA avrebbe dovuto essere successivamente affiancato dai chipset AAA e Hombre, che però non videro mai la luce a causa del fallimento della Commodore.